# Alaug
Alaug [aˈlawtʃ, aˈlaw] (nom occità) (en francès Allauch [aˈlo]) és un municipi francès situat al departament de les Boques del Roine i a la regió de Provença – Alps – Costa Blava. L'any 1999 tenia 18.907 habitants.

## Demografia
| Evolució de la població |       |       |       |       |       |       |       |       |
| 1793                    | 1800  | 1806  | 1821  | 1831  | 1836  | 1841  | 1846  | 1851  |
| 3 263                   | 4 264 | 4 381 | 3 743 | 3 711 | 3 869 | 3 669 | 3 703 | 3 688 |

| 1856  | 1861  | 1866  | 1872  | 1876  | 1881  | 1886  | 1891  | 1896  |
| ----- | ----- | ----- | ----- | ----- | ----- | ----- | ----- | ----- |
| 3 603 | 3 644 | 3 629 | 3 258 | 3 104 | 2 884 | 2 726 | 3 073 | 3 220 |

| 1901  | 1906  | 1911  | 1921  | 1926  | 1931  | 1936  | 1946  | 1954  |
| ----- | ----- | ----- | ----- | ----- | ----- | ----- | ----- | ----- |
| 3 245 | 3 337 | 3 585 | 4 462 | 6 029 | 7 799 | 8 351 | 7 148 | 8 406 |

| 1962  | 1968   | 1975   | 1982   | 1990   | 1999   | 2006 | 2011 | 2016 |
| ----- | ------ | ------ | ------ | ------ | ------ | ---- | ---- | ---- |
| 8 528 | 10 013 | 11 149 | 13 519 | 16 092 | 18 913 | -    | -    | -    |

| 2019 | - | - | - | - | - | - | - | - |
| ---- | - | - | - | - | - | - | - | - |
| -    | - | - | - | - | - | - | - | - |

## Administració
| Període   | Identitat        | Partit |
| --------- | ---------------- | ------ |
| 1944-1967 | Louis Brunet     |        |
| 1967-1971 | Pierre Audoubert |        |
| 1971-1975 | Jacques Gaillard |        |
| 1975-2020 | Roland Povinelli | PS     |

## Agermanaments
- Armavir
- Vico Equense
- Vaterstetten